# Taperamyia pickeli
Taperamyia pickeli là một loài ruồi trong họ Tachinidae.